# 维克托·卡尔隆德
维克托·卡尔隆德（瑞典語：Victor Carlund，1906年2月5日—1985年2月22日），瑞典男子足球运动员，司职中场。他曾代表瑞典国家队参加1934年国际足联世界杯和1936年夏季奥林匹克运动会。